# Гиперборейская платформа
Гиперборе́йская платфо́рма (от др.-греч. Ὑπερβορεία — «за севером», дословно «Сверхборея») — гипотетическая докембрийская континентальная платформа, располагавшаяся в области современного Северного Ледовитого океана: к северу от Новосибирских островов, о́строва Врангеля, Аляски, Канадского Арктического архипелага и к востоку от подводного хребта Ломоносова.
Предполагалось, что с позднего мезозоя значительная часть Гиперборейской платформы претерпела глубокое погружение и океанизацию и утратила свой континентальный характер (образовались котловины Бофорта и Макарова). В качестве реликта Гиперборейской платформы, на основании геофизических (аэромагнитных) данных, рассматривался хребет Менделеева с прилегающими участками арктического шельфа.
Несмотря на определённую популярность в науке XX века, гипотеза Гиперборейской платформы в настоящее время в основном отвергнута, поскольку результаты последних исследований дна Северного Ледовитого океана плохо с ней согласуются.